# 트로이 코처
트로이 코처(Troy Kotsur, 1968년 7월 24일 ~ )는 미국의 배우이며 청각 장애인이다. 2021년 영화 《코다》를 통해 제94회 아카데미상 남우조연상, 영국 아카데미 남우조연상, 미국배우조합상 남우조연상, 크리틱스 초이스 영화상 남우조연상을 수상했다.

## 영화
- 넘버 23
- 코다 (영화)

## 텔레비전
- CSI: 뉴욕
- 스크럽스
- 크리미널 마인드
- 만달로리안 (드라마)